# مرتب‌سازی رشته‌ای

مثالی از مرتب سازی رشته ای

مرتب‌سازی رشته‌ای (مرتب‌سازی Strand) یکی از الگوریتم مرتب‌سازی ادغامی می‌باشد. عملیاتی در استخراج مکرر فهرست‌های فرعی مرتب شده خارج از آن فهرستی که باید مرتب شود و ادغام آن‌ها با یکدیگر که خروجی یک آرایه نتیجه می‌باشد. در هر تکرار از بین فهرست نامرتب شده، یک مجموعه اعضاء استخراج می‌شود که قبلاً مرتب بودند و ادغام آن مجموعه‌ها با هم.
"این الگوریتم زمانی کارایی خوبی دارد که داده‌های زیادی به ترتیب (نظم ارتباطی) داشته باشیم.
از فهرست‌های فرعی برای استخراج دادها از فهرست اصلی استفاده می‌کنیم همچنین دادههای بعدی باید بزرگتر از داده قبلی باشه و ترتیب وضعیت را حفظ کنند و بارها استخراج و ادغام در فهرست فرعی‌ها تا زمانی‌که که همه داده‌ها مرتب شوند انجام می‌شود."
نام این الگوریتم از "رشته یا Strand"  که از داده‌های مرتب شده در فهرست نامرتب، که در یک زمان حذف می‌شود می‌آید؛ و این مرتب‌سازی مقایسهٔ که علت استفاده از مقایسه‌های که هنگام حذف رشته‌ها و زمانی که آن‌ها با ادغام شدنشان درون آرایه، مرتب شده می‌باشد.
الگوریتم مرتب‌سازی رشته‌ای (Strand Sort)روش مناسبی برای داده‌های که در یک فهرست پیوندی ذخیره می‌شوند با توجه به اضافه و حذف مکرر داده‌های که داریم و در دیگر موارد استفاده ساختمان داده‌ای مانند یک آرایه، تا حد زیادی زمان اجرا و پیچیدگی الگوریتم به علت طولانی بودن اضافه‌ها و حذف‌ها، افزایش می‌یابد.
الگوریتم مرتب‌سازی رشته‌ای روش مناسبی برای داده‌ای است که از قبل حجم زیادی از داده‌ها مرتب شده باشند، زیرا که داده‌ها را می‌توان در یک رشته واحد برداشته شوند.

## بدترین حالت
این الگوریتم در بدترین حالت (یک فهرست که به ترتیب معکوس مرتب‌سازی شده باشد) از مرتبهٔ Θ(n۲) است.

## حالت متوسط
این الگوریتم در حالت متوسط از مرتبهٔ Θ(n۲) است.

## بهترین حالت
بهترین حالت این است که فهرست قبلاً مرتب شده‌باشد که در این حالت الگوریتم از مرتبه O(n) است.

## مثال
| فهرست نامرتب | فهرست فرعی | فهرست مرتب |
| ------------ | ---------- | ---------- |
| ۳ ۱ ۵ ۴ ۲    |            |            |
| ۱ ۴ ۲        | ۳ ۵        |            |
| ۱ ۴ ۲        |            | ۳ ۵        |
| ۲            | ۱ ۴        | ۳ ۵        |
| ۲            |            | ۱ ۳ ۴ ۵    |
|              | ۲          | ۱ ۳ ۴ ۵    |
|              |            | ۱ ۲ ۳ ۴ ۵  |

1. یکبار فهرست نامرتب تجزیه می‌شود، عددهای صعودی (مرتب شده) گرفته می‌شوند.
2. فهرست فرعی (مرتب شده) را در صورتی که بار اول تکرارش باشد درون فهرست خالی ذخیره می‌کند.
3. دوباره تجزیه فهرست نامرتب و گرفتن عددهای نسبتا مرتب شده.
4. از آنجایی که فهرست مرتب‌سازی شده در حال حاضر پره شده، ادغام فهرست‌های فرعی در فهرست مرتب شده انجام می‌شود.
5. تکرار گام‌های (۳-۴) تا زمانی‌که هر دو فهرست نا مرتب و فهرست فرعی خالی شوند.

## الگوریتم
در زیر شبه کد پیاده‌سازی الگوریتم رشته می‌باشد.
```
procedure
 strandSort( A : list of sortable items ) 
defined as:

  
while
 length( A ) > ۰
    
clear
 sublist
    sublist[ ۰ ] := A[ ۰ ]
    
remove
 A[ ۰ ]
    
for each
 i 
in
 ۰ 
to
 length( A ) - ۱ 
do:

      
if
 A[ i ] > sublist[ last ] 
then

        
append
 A[ i ] 
to
 sublist
        
remove
 A[ i ]
      
end if

    
end for

    
merge
 sublist 
into
 results
  
end while

  
return
 results

end procedure
```

### Haskell پیاده‌سازی با
```
merge
 
[]
 
l
 
=
 
l

merge
 
l
 
[]
 
=
 
l

merge
 
l۱
@(
x۱
:
r1
)
 
l۲
@(
x۲
:
r2
)
 
=

    
if
 
x۱
 
<
 
x2
 
then
 
x۱
:(
merge
 
r1
 
l۲
)
 
else
 
x۲
:(
merge
 
l1
 
r۲
)

ssort
 
[]
 
=
 
[]

ssort
 
l
 
=
 
merge
 
strand
 
(
ssort
 
rest
)

    
where
 
(
strand
,
 
rest
)
 
=
 
foldr
 
extend
 
(
[]
,
 
[]
)
 
l

          
extend
 
x
 
(
[]
,
r
)
 
=
 
([
x
],
r
)

          
extend
 
x
 
(
s
:
ss
,
r
)
 
=
 
if
 
x
 
<=
 
s
 
then
 
(
x
:
s
:
ss
,
r
)
 
else
 
(
s
:
ss
,
x
:
r
)

```

### پیاده‌سازی به زبان پی اچ پی
```
function
 
strandsort
(
array
 
$arr
)
 
{

  
$result
 
=
 
array
();

  
while
 
(
count
(
$arr
))
 
{

    
$sublist
 
=
 
array
();

    
$sublist
[]
 
=
 
array_shift
(
$arr
);

    
$last
 
=
 
count
(
$sublist
)
-
۱
;

    
foreach
 
(
$arr
 
as
 
$i
 
=>
 
$val
)
 
{

      
if
 
(
$val
 
>
 
$sublist
[
$last
])
 
{

        
$sublist
[]
 
=
 
$val
;

        
unset
(
$arr
[
$i
]);

        
$last
++
;

      
}

    
}

    
if
 
(
!
empty
(
$result
))
 
{

      
foreach
 
(
$sublist
 
as
 
$val
)
 
{

        
$spliced
 
=
 
false
;

        
foreach
 
(
$result
 
as
 
$i
 
=>
 
$rval
)
 
{

          
if
 
(
$val
 
<
 
$rval
)
 
{

            
array_splice
(
$result
,
 
$i
,
 
۰
,
 
$val
);

            
$spliced
 
=
 
true
;

            
break
;

          
}

        
}

        
if
 
(
!
$spliced
)
 
{

          
$result
[]
 
=
 
$val
;

        
}

      
}

    
}

    
else
 
{

      
$result
 
=
 
$sublist
;

    
}

  
}

  
return
 
$result
;

}

```